# 內瑟爾巴赫河 (阿爾特米爾湖)
49°08′57″N 10°42′14″E / 49.1493°N 10.70388°E
內瑟爾巴赫河是德國的河流，位於該國東南部，由巴伐利亞負責管轄，屬於阿爾特米爾河的支流，河道全長9公里，最終在濱湖穆爾附近注入阿爾特米爾湖。